# إسماعيل بن عبد الله بن جعفر
إسماعيل بن عبد الله بن جعفر بن أبي طالب القرشي الهاشمي المدني، من الأئمة الثقات. من أصحاب الإمام علي زين العابدين، والإمام محمّد الباقر، والإمام جعفر الصادق .

## نسبه
إسماعيل بن عبد الله بن جعفر بن أبي طالب بن عبد المطلب بن هاشم بن عبد مناف بن قصي بن كلاب بن مرة بن كعب بن لؤي بن غالب بن فهر بن مالك بن النضر بن كنانة بن خزيمة بن مدركة بن إلياس بن مضر بن نزار بن معد بن عدنان.

## روايته للحديث النبوي
- روى عن: أبيه عبد الله بن جعفر، وعن أخيه إسحاق بن عبد الله.
- روى عنه: جهم بن عثمان المدني، والحسين بن زيد بن علي بن الحسين بن علي بن أبي طالب، وابن أخيه صالح بن معاوية بن عبد الله بن جعفر، وعبد الله بن عبيد الله بن أبي مليكة، وعبد الله بن مصعب الزبيري، وعبد الرحمن بن أبي بكر بن عبيد الله بن أبي مليكة المليكي، ورآه سفيان بن عيينة بمكة.[2]

## الجرح والتعديل
- قال ابن حجر العسقلاني: «ثقة».
- قال الدارقطني: «ثقة».
- قال الذهبي: «ثقة».[3]